# Gran Premi Velka cena Palma
El Gran Premi Velka cena Palma va ser una cursa ciclista d'un dia que es disputava a Eslovàquia. Creada el 2003, l'any següent va formar part del calendari de l'UCI Europa Tour, fins al 2009 quan va desaparèixer. L'últim any s'anomenà Gran Premi Boka.

## Palmarès
| Any  | Vencedor               | Segon              | Tercer           |
| ---- | ---------------------- | ------------------ | ---------------- |
| 2003 | Ondřej Slobodnik       | Jan Valach         | Dariusz Rudnicki |
| 2004 | Krzysztof Jezowski     | Dawid Krupa        | Martin Cerepan   |
| 2005 | Oleksandr Klymenko     | Matej Marin        | Jure Kocjan      |
| 2006 | Bostjan Mervar         | Marek Maciejewski  | Matic Strgar     |
| 2007 | Petr Benčík            | Tomasz Kiendys     | Jan Sipeky       |
| 2008 | Christoph Meschenmoser | Roman Bronis       | Manolo Zanella   |
| 2009 | Juraj Sagan            | Martin Prazdnovsky | Peter Sagan      |